# William D. Hoard

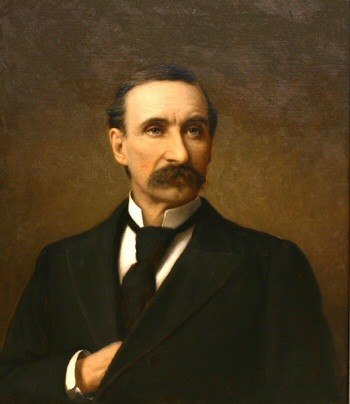
William D. Hoard

William Dempster Hoard, född 10 oktober 1836 i Stockbridge, New York, död 22 november 1918, var en amerikansk republikansk politiker. Han var guvernör i Wisconsin 1889-1891.
Hoard flyttade 1857 till Wisconsin. Han var därefter verksam som jordbruksarbetare i Dodge County fram till amerikanska inbördeskriget. Han var sedan musiker i nordstaternas armé. Han grundade tidskriften Hoard's Dairyman med artiklar om mejeribranschen.
Hoard efterträdde 1889 Jeremiah McLain Rusk som guvernör i Wisconsin. Den kontroversiella lagen Bennett Law trädde i kraft senare samma år. Enligt lagen måste de flesta skolorna i Wisconsin ha engelska som undervisningsspråk. Hoard försvarade lagen som republikanernas kandidat i guvernörsvalet 1890. Speciellt tyskamerikanerna var missnöjda med lagen och Hoard förlorade valet mot demokraten George Wilbur Peck. Lagen ändrades senare men många skolor hade redan hunnit byta undervisningsspråk.
Hoards grav finns på Evergreen Cemetery i Fort Atkinson.